# Hans Pölkow
Hans Pölkow (* 1935 in Rostock; † 13. November 2021 ebenda) war ein deutscher Fotograf.

## Leben
Von 1954 bis 1955 war Hans Pölkow Praktikant am Städtischen Museum Rostock. Daran anschließend absolvierte er bis 1956 ein Volontariat bei der CDU-Regionalzeitung „Der Demokrat“ in Rostock. Es folgte bis 1961 ein Studium der Kunstgeschichte und Theaterwissenschaften in Rostock und Berlin. Während dieser Zeit arbeitete Hans Pölkow bereits als Kulturjournalist, Kunstkritiker und Fotograf in Berlin. Seit dem Studium war er freischaffend tätig. Er arbeitete für Printmedien, Buchverlage, Museen, Galerien und den Rundfunk. Den Schwerpunkt seiner Arbeiten legte Pölkow neben Landschaftsaufnahmen, Stillleben und Aktfotografien auf die Porträtfotografie.
2002 verlegte Pölkow seinen Lebensmittelpunkt nach Sarmstorf bei Güstrow.
2017 wurde Hans Pölkow der Hauptpreis des Kulturpreises des Landes Mecklenburg-Vorpommern verliehen.